# Baba (jezioro w powiecie złotowskim)
Baba – jezioro w woj. wielkopolskim, w powiecie złotowskim, w Złotowie.

## Charakterystyka
Jezioro przepływowe z rzeką Głomią, zarośnięte roślinnością zanurzoną i powierzchniową.

## Dane morfometryczne
Powierzchnia zwierciadła wody według różnych źródeł wynosi od 6,2 ha przez 17,2 ha (lustra wody) do 19,59 ha (ogólna).
Zwierciadło wody położone jest na wysokości 105,5 m n.p.m.